# Santa María de la Vega (kommunhuvudort)
Santa María de la Vega är en kommunhuvudort i Spanien.   Den ligger i provinsen Provincia de Zamora och regionen Kastilien och Leon, i den nordvästra delen av landet, 250 km nordväst om huvudstaden Madrid. Santa María de la Vega ligger 729 meter över havet och antalet invånare är 478.
Terrängen runt Santa María de la Vega är platt. Runt Santa María de la Vega är det ganska glesbefolkat, med 23 invånare per kvadratkilometer. Närmaste större samhälle är Benavente, 14,1 km sydost om Santa María de la Vega. Trakten runt Santa María de la Vega består till största delen av jordbruksmark.